# Orinda
Orinda is een plaats in de Amerikaanse staat Californië en maakt bestuurlijk gezien deel uit van Contra Costa County. Het ligt ten oosten van Berkeley en de Berkeley Hills. De plaats telde naar schatting 19.806 inwoners in 2018 op een oppervlakte van zo'n 33 km² waarmee de bevolkingsdichtheid 594 inwoner per km² bedroeg. Orinda bestaat grotendeels uit buitenwijken en de meeste inwoners pendelen doordeweeks naar de steden in de East Bay voor werk.

## Geografie
Orinda ligt in het westen van Contra Costa County oostelijk van de Berkeley Hills. De stad is gelegen in een bosrijke omgeving en strijkt zich uit over meerdere heuvels en valleien met een gemiddelde hoogte van ongeveer 150 meter boven zeeniveau. Ten noorden van de stad liggen twee grote stuwmeren: San Pablo Reservoir en Briones Reservoir. De oppervlakte van Orinda bedraagt zo'n 33,3 km² – nagenoeg enkel land en geen water.

### Plaatsen in de nabije omgeving
De onderstaande figuur toont een aantal nabijgelegen plaatsen in een straal van 16 km rond Orinda.

## Demografie
Volgens de volkstelling van 2010 bedroeg het inwoneraantal in dat jaar 17.643 tegenover 17.599 inwoners in 2000. De mediane leeftijd lag in 2010 op 47,8 jaar, ruim tien jaar hoger dan het gemiddelde van Californië (35,2 jaar) en het naburige Oakland (36,2 jaar), maar vergelijkbaar met de nabijgelegen kernen Lafayette (45,2 jaar) en Moraga (45 jaar). Van de 17.643 inwoners in 2010 was het merendeel blank (82,4%). Aziatische Amerikanen vormden een aanzienlijke minderheid (11,4%) en een klein deel (4,4%) rekende zichzelf tot twee of meer rassen. Ruim vier procent van de bevolking identificeerde zich als hispanic of latino, dat door het United States Census Bureau niet als apart ras wordt gezien.

## Transport en infrastructuur

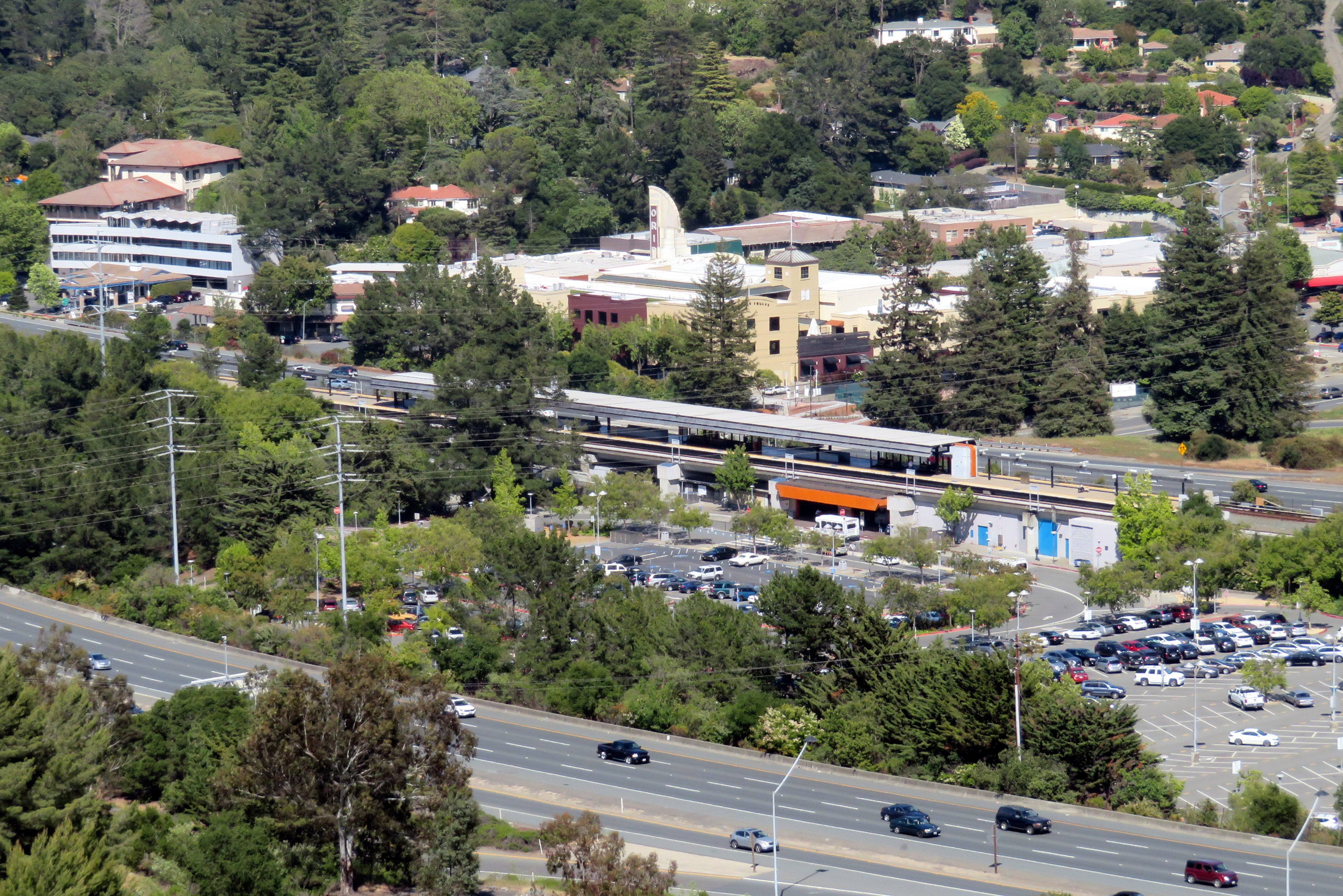
het BART-station van Orinda gelegen in de middenberm van de SR 24 met op de achtergrond het artdeco-gebouw van het Orinda Theater

De plaats wordt doorsneden door de California State Route 24. Deze vormt naar het westen toe een verbinding met Oakland via de Caldecotttunnel en naar het oosten met Lafayette en Walnut Creek. Orinda is daarnaast aangesloten op het BART-netwerk middels een station op de Antioch-SFO/Millbrae Line.